# Novčana kazna
Novčana kazna je kaznena sankcija koja se sastoji u obvezi osuđene osobe da u određenom roku uplati presudom određeni novčani iznos u korist države.
Izricanjem novčane kazne stvara se obvezni odnos u kojemu se država pojavljuje kao vjerovnik, a počinitelj kao dužnik. Novčana kazna se može izreći kao glavna i kao sporedna kazna. Ona se može izreći kao glavna kazna kada je u kaznenom zakonu propisana altenativno s kaznom zatvora, a kao sporedna kazna može se izreći ako je u kaznenom zakonu određena kumulativno s kaznom zatvora, ali i kada uopće nije propisana za kazneno djelo počinjeno iz koristoljublja.
Novčana kazna nastala je rano, u razdoblju pretvaranja privatne osvete u otkupninu. Država je favorizirala otkupninu jer je jedan dio naplaćenih sredstava pripadao njoj na ime posredovanja između oštećenog i počinitelja kaznenog djela, a drugi dio oštećenoj osobi. Vremenom su ova djela otkupnine dobila samostalnost, tako da se prvi dio pretvorio u novčanu kaznu javnopravnog karaktera i naknadu štete koja ima građanskopravni karakter. Kasnije je nastala konfiskacija imovine kao nasilno oduzimanje imovinskih vrijednosti i prava. I novčana kazna i konfiskacija imovine spadaju u kazne koje su se vrlo rano pojavile u kaznenom pravu i koje su bile široko u primjeni do 19. stoljeća. Od Francuske revolucije one gube fiskalni karakter te se njihova primjena sužava.
U pravnoj teoriji, novčana kazna bila je podvrgnuta kritikama. Protiv nje se isticalo da nije osobnog karaktera jer svojim izvršenjem pogađaju se npr. i članovi obitelji počinitelja kaznenog djela koji nisu krivi za počinjeno kazneno djelo; pristaše novčane kazne ističu da sve ostale kazne također nemaju sasvim osobnu prirodu jer i one lišavaju obitelj prihoda koje je ostvario osuđenik. Potom im se spočitava nepravednost jer teže pogađaju siromašne od bogatih, a manje imućne počinitelje kaznenih djela; pristaše novčane kazne ističu da ovaj argument ne vrijedi jer se odmjeravanje imovinskih kazni izvršava s obzirom na imovinsko stanje počinitelja kaznenog djela, pri čemu se uzima u obzir i broj članova obitelji koje je uzdržavao, odnosno koji žive od njegove imovine. Kao još jedan nedostatak ističe se mogućnost izbjegavanja novčanih kazni zaduženjem, poklonima, prekidom radnog odnosa ili gubitkom izvora prihoda na drugi način; priznajući ovu mogućnost, pristaše novčanih kazni ističu činjenicu da u takvom slučaju postoji mogućnost da novčana kazna budu zamijenjene kaznom lišenja slobode. Protivnici novčanih kazni ističu i to da novčana kazna ne utječe na preodgoj počinitelja kaznenog djela jer ne pogađa uzroke kriminalne djelatnosti; kao protuargument pristaše novčane kazne ističu činjenicu da ni ostale kazne ne pogađaju uvijek uzroke kriminaliteta. Iako se novčanoj kazni mogu pripisati određene zamjerke, ona se ipak smatra pogodnim sredstvom za borbu protiv kriminaliteta, posebno kada se radi o lakim kaznenim djelima, kaznenim djelima počinjenim iz koristoljublja i kao alternativa kratkim kaznama zatvora.